# Амурска котка
Амурска котка (Prionailurus bengalensis euptilura), наричана още далекоизточна горска котка, амурска леопардова котка и ириомотова котка, е дребен хищник, далекоизточен подвид на бенгалската котка.

## Географско разпространение
Среща се в Манджурия, на територията на Югоизточна Русия и Североизточен Китай. Живее в близост до вода в листопадни гори, храсталаци, тръстикови масиви. Котките от остров Цушима, които през 1988 г. били не повече от стотина, също били смятани за отделен вид, след това и за подвид, но днес се считат за островна форма на Амурските котки.
В Русия се среща в районите на басейна на река Амур и в крайбрежните райони с Японско море и около езерото Ханка. Тя е често спещан обитател на резерватите Болшехехцирский, Ханкайский, Усурийский, Кедровая Пад, Лазовский

## Физически характеристики
Амурската котка е малко по-едра от домашната котка. Дължината на тялото е 75 - 90 cm, на опашката 35 - 37 cm, а средното тегло е 4 - 6 kg. Козината ѝ е сиво-кафява, изпъстрена с черни петна. На лицето има две бели ивици, които минават над очите и стигат до над челото.

## Хранене
Основна нейна плячка са мишки, полевки, катерици, нерядко напада и зайци, малки сърнета и лещарки.

## Размножаване
Чифтосват се през март. Бременността продължава 65 - 70 дена. Раждат около 4 малки. Мъжкият взема участие в отглеждането и изхранването на малките.